# Pennigbüttel
Pennigbüttel ist eine Ortschaft der Stadt Osterholz-Scharmbeck im niedersächsischen Landkreis Osterholz, etwa 25 km nördlich von Bremen.

## Geschichte
Pennigbüttel wurde 1216 erstmals erwähnt. Die ehemals selbständige Gemeinde wurde am 1. März 1974 im Zuge der Gebietsreform in Niedersachsen in die Kreisstadt Osterholz-Scharmbeck eingegliedert.
Wurde Pennigbüttel bis Ende des 20. Jahrhunderts vor einigen Jahren noch hauptsächlich durch die Landwirtschaft geprägt, hat sich das Ortsbild anschließend stark gewandelt; es wurden neue Gewerbe- und Wohnbaugebiete ausgewiesen. Hierdurch sind auch die Einwohnerzahl und der Verkehr stark gestiegen. Mit Stand 2011 leben in Pennigbüttel rund 2000 Menschen.

## Gebäude
- Hofanlage Neuenfelder Straße 8 von um 1790 und um 1810 (Scheune), jeweils in Fachwerk
- Hofanlage Neuendammer Straße 11 von 1819 in Fachwerk mit Niedersachsengiebel
- Wohn- und Wirtschaftsgebäude Neuenfelder Straße 2 und Wohn- und Wirtschaftsgebäude Neuenfelder Straße 5 von um 1790 in Fachwerk
- Wohn- und Wirtschaftsgebäude Neuendammer Straße 38 von 1804 in Fachwerk
- Wohn- und Wirtschaftsgebäude Neuendammer Straße 42 von um 1800 in Fachwerk
- Wohn- und Wirtschaftsgebäude Neuendammer Straße 46 von 1818 in Fachwerk